# Институт по електрохимия и енергийни системи „Академик Евгени Будевски“
Институт по електрохимия и енергийни системи „Академик Евгени Будевски“ (ИЕЕС – БАН) е български научен институт със седалище в София, част от Българската академия на науките.
Създаден е през 1967 година като Централна лаборатория по електрохимични източници на ток от Евгени Будевски, който го оглавява до 1993 година. През 2004 година е преименуван на Институт по електрохимия и енергийни системи, а през 2012 година приема и името на Будевски.
Институтът включва седем секции:
- „Водородни системи с полимерен електролит“
- „Електрокатализ и електрокристализация“
- „Електрохимични методи“
- „Електрохимия на литиевите елементи“
- „Електрохимия на оловните акумулатори“
- „Наноразмерни материали“
- „Твърди електролити“